# ابن ضمضم الكلابي
ابن ضَمْضَم الكلابي هو محمد بن سعيد بن ضمضم بن الصلت بن المثنى بن المحلق الكلابي، هو شاعرٌ فصيحٌ من أهل البصرة، والده الشاعر أبو ضمضم الكلابي. كان محمد بن سعيد قد مدح محمد بن عبد الله بن طاهر ورثاه بعد وفاته، وكان قد قال على بحر البسيط:
تُوفي ابن ضَمْضَم الكلابي نحو 280 هجريًا المُوافق 893 ميلاديًا.